# 沃尔特塞
沃尔特塞（德語：Wörthsee，發音：[ˈvœʁtˌzeː] ⓘ）是德国巴伐利亚州上巴伐利亚行政区施塔恩贝格县的市镇，得名于同名湖泊，面积20.42平方千米，2023年12月31日人口为5,143人。